# Islande aux Jeux olympiques
L’Islande participe pour la première fois aux Jeux olympiques en 1912, mais ne prend pas part aux quatre Olympiades suivantes. Depuis son retour en 1936, l'Islande a participé à tous les Jeux olympiques d'été. Le pays a également participé à tous les Jeux olympiques d'hiver depuis 1948 sauf en 1972.
Les athlètes islandais ont remporté quatre médailles dont deux en athlétisme, une en judo et une en handball.
Le Comité national olympique islandais a été créé en 1921 et fut reconnu par le Comité international olympique (CIO) en 1935.

## Médaillés
| Médaille | Nom | Jeux             | Sport      | Événement               |
| -------- | --- | ---------------- | ---------- | ----------------------- |
| argent   | Vilhjálmur Einarsson | Melbourne 1956   | Athlétisme | Triple saut hommes      |
| bronze   | Bjarni Friðriksson | Los Angeles 1984 | Judo       | Poids mi-lourds hommes  |
| bronze   | Vala Flosadóttir | Sydney 2000      | Athlétisme | Saut à la perche femmes |
| argent   | Équipe nationale : - Sturla Ásgeirsson - Arnór Atlason - Logi Geirsson - Snorri Steinn Guðjónsson - Hreiðar Guðmundsson - Róbert Gunnarsson - Björgvin Páll Gústavsson - Ásgeir Örn Hallgrímsson - Ingimundur Ingimundarson - Sverre Andreas Jakobsson - Alexander Petersson - Guðjón Valur Sigurðsson - Sigfús Sigurðsson - Ólafur Stefánsson | Beijing 2008     | Handball   | Tournoi masculin        |